# 이고리 크랍추크
이고리 알렉산드로비치 크랍추크(러시아어: И́горь Алекса́ндрович Кравчу́к, 1966년 9월 13일~)는 소련과 러시아의 아이스하키 선수로 포지션은 수비수이다. 소련 아이스하키 선수권 대회 소속 고향팀인 살라바트 율라예프 우파에서 선수 생활을 시작하였고, 명문팀인 CSKA 모스크바에서 활약했다. 소련 해체 후에는 북아메리카로 건너가 내셔널 하키 리그(NHL)의 시카고 블랙호크스, 에드먼턴 오일러스, 세인트루이스 블루스, 오타와 세너터스, 캘거리 플레임스, 플로리다 팬서스에서 활약했다.
소련 국가대표팀의 일원으로 활약하여 1988년 동계 올림픽과 1990년 세계 아이스하키 선수권 대회에서 우승을 차지했다. 소련 해체 후에는 1992년 동계 올림픽에서 다시 한 번 아이스하키 금메달을 획득하였고, 이후 러시아 국가대표팀의 일원으로 1998년 동계 올림픽 은메달, 2002년 동계 올림픽 동메달을 획득했다.